# Peter Åkerlund (politiker)
Peter Andreas Åkerlund i riksdagen kallad Åkerlund i Druvefors, född 8 februari 1822 i Ullasjö församling, Älvsborgs län, död 28 juli 1901 i Borås församling, Älvsborgs län, var en svensk industriidkare, handelsman och politiker.
Åkerlund var ledamot av riksdagens andra kammare 1869, invald i Marks härads valkrets i Älvsborgs län. Han tillhörde Lantmannapartiet.